# Rio Jacuípe (Paraíba)

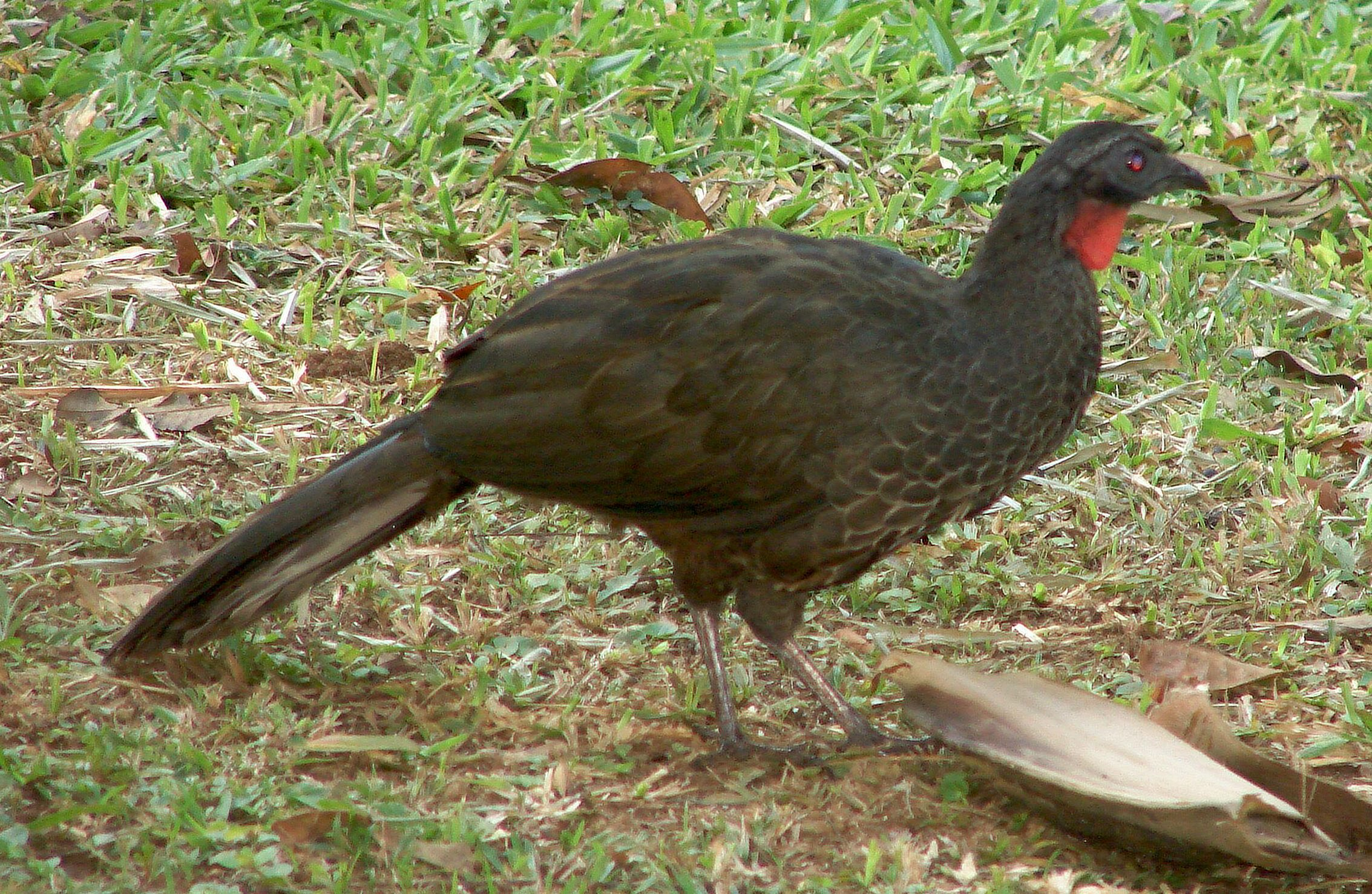
Jacu, ave que, pela abundância de outrora, deu nome ao rio

O rio Jacuípe é um curso d'água que banha o estado da Paraíba, no Brasil. Principal formador do rio Soé, o Jacuípe tem, como afluente mais importante, o Mangereba. Seu vale está coberto por vários projetos agrícolasː entre eles, canaviais explorados pela Usina Destilaria Japungu.

## História

### Etimologia
Segundo o historiador Teodoro Sampaio, o termo Jacuípe vem do tupi e significa "[no] rio dos jacus", provavelmente em virtude da abundância dessas aves à beira do rio em épocas remotas.

### Povoamento da região
Na época da descoberta e ocupação portuguesas da Paraíba, nos séculos XVI e XVII, toda área da bacia do Jacuípe era ocupada por aldeias potiguaras. Nos idos de 1630, época da ocupação holandesa na Paraíba, os aldeamentos de Jacuípe e Pontal receberam, de volta, os índios que, então, estavam no entorno da Guia.
O vale do rio já foi, outrora, coberto de mata atlântica, segundo se lê em vários relatos bibliográficos, como na citação de Irineu Joffily no livro Notas sobre a Parahyba, de 1892:
Os taboleiros acompanham todo o litoral do estado [da Paraíba], com mais ou menos largura, divididos sempre pelos vales dos rios e riachos que os atravessam (...) esses taboleiros arenosos, cortados pelos estreitos e sombrios vales de dois ou três ribeiros, dos quais é mais importante o Jacuípe, bem conhecido pela pureza de suas águas e pelas patativas que criam as matas de seus vales.
Na década de 1950, o então deputado federal Flávio Ribeiro Coutinho pleiteou, junto ao Congresso Nacional, em Brasília, a drenagem dos rios Jacuípe e Miriri.